# Elezioni regionali in Spagna del 2019
Le elezioni regionali in Spagna del 2019 si sono tenute il 26 maggio in 12 delle 17 comunità autonome; non hanno avuto luogo in Andalusia e in Catalogna (in cui le elezioni si erano svolte, rispettivamente, nel 2018 e nel 2017, in anticipo rispetto alla scadenza del mandato), nonché in Galizia e nei Paesi Baschi (che, chiamate al voto in occasione delle regionali del 2016, avrebbero rinnovato i propri organi elettivi con le regionali del 2020), mentre, nella Comunità Valenciana, si sono tenute il 28 aprile, contestualmente alle elezioni generali.

## Risultati

### Aragona
| Liste  | Liste                                                     | Voti    | %     | Seggi |
| ------ | --------------------------------------------------------- | ------- | ----- | ----- |
|        | Partito Socialista Operaio Spagnolo                       | 206 400 | 30,84 | 24    |
|        | Partito Popolare                                          | 139 660 | 20,87 | 16    |
|        | Ciudadanos                                                | 111 602 | 16,67 | 12    |
|        | Unidas Podemos                                            | 54 252  | 8,11  | 5     |
|        | Unione Aragonese                                          | 41 879  | 6,26  | 3     |
|        | Vox                                                       | 40 671  | 6,08  | 3     |
|        | Partito Aragonese                                         | 33 978  | 5,08  | 3     |
|        | Sinistra Unita                                            | 22 229  | 3,32  | 1     |
|        | Partito Animalista Contro il Maltrattamento degli Animali | 4 543   | 0,68  | –     |
|        | Altri <0,50%                                              | 7 539   | 1,13  | –     |
|        | Voti in bianco                                            | 6 587   | 0,98  | –     |
| Totale | Totale                                                    | 669 340 | 100   | 67    |

### Asturie
| Liste  | Liste                                                     | Voti    | %     | Seggi |
| ------ | --------------------------------------------------------- | ------- | ----- | ----- |
|        | Partito Socialista Operaio Spagnolo                       | 187 462 | 35,26 | 20    |
|        | Partito Popolare                                          | 93 147  | 17,52 | 10    |
|        | Ciudadanos                                                | 74 271  | 13,97 | 5     |
|        | Podemos                                                   | 58 674  | 11,04 | 4     |
|        | Sinistra Unita                                            | 35 174  | 6,62  | 2     |
|        | Foro Asturias                                             | 34 687  | 6,52  | 2     |
|        | Vox                                                       | 34 210  | 6,43  | 2     |
|        | Partito Animalista Contro il Maltrattamento degli Animali | 3 426   | 0,64  | –     |
|        | Confederazione dei Verdi - Equo                           | 2 128   | 0,40  | –     |
|        | Andecha Astur                                             | 1 584   | 0,30  | –     |
|        | Partito Comunista dei Lavoratori di Spagna                | 1 083   | 0,20  | –     |
|        | Voti in bianco                                            | 5 858   | 1,10  | –     |
| Totale | Totale                                                    | 531 704 | 100   | 45    |

### Baleari
| Liste  | Liste                                                     | Voti    | %     | Seggi |
| ------ | --------------------------------------------------------- | ------- | ----- | ----- |
|        | Partito Socialista Operaio Spagnolo                       | 117 480 | 27,37 | 19    |
|        | Partito Popolare                                          | 95 295  | 22,20 | 16    |
|        | Ciudadanos                                                | 42 519  | 9,90  | 5     |
|        | Podemos                                                   | 41 824  | 9,74  | 6     |
|        | Més per Mallorca                                          | 39 415  | 9,18  | 4     |
|        | Vox - ACTUA Baleari                                       | 34 871  | 8,12  | 3     |
|        | El Pi - Prosposta per le Isole                            | 31 348  | 7,30  | 3     |
|        | Més per Menorca                                           | 6 058   | 1,41  | 2     |
|        | Partito Animalista Contro il Maltrattamento degli Animali | 6 021   | 1,40  | –     |
|        | Gent per Formentera - PSOE - IU                           | 2 036   | 0,47  | 1     |
|        | Altri                                                     | 8 055   | 1,88  | –     |
|        | Voti in bianco                                            | 4 348   | 1,01  | –     |
| Totale | Totale                                                    | 429 270 | 100   | 59    |

### Canarie
| Liste  | Liste                                                     | Voti    | %     | Seggi |
| ------ | --------------------------------------------------------- | ------- | ----- | ----- |
|        | Partito Socialista Operaio Spagnolo                       | 258 255 | 28,88 | 25    |
|        | Coalizione Canaria - Partito Nazionalista Canario         | 196 080 | 21,93 | 20    |
|        | Partito Popolare                                          | 135 722 | 15,18 | 11    |
|        | Nuove Canarie                                             | 80 891  | 9,05  | 5     |
|        | Unidas Podemos                                            | 78 532  | 8,78  | 4     |
|        | Ciudadanos                                                | 65 854  | 7,36  | 2     |
|        | Vox                                                       | 22 078  | 2,47  | –     |
|        | Partito Animalista Contro il Maltrattamento degli Animali | 10 029  | 1,12  | –     |
|        | Sinistra Unita                                            | 9 115   | 1,02  | –     |
|        | Gruppo Socialista Gomero                                  | 6 222   | 0,70  | 3     |
|        | I Verdi - Gruppo Verde                                    | 5 058   | 0,57  | –     |
|        | Altri <0,50%                                              | 15 333  | 1,71  | –     |
|        | Voti in bianco                                            | 11 111  | 1,24  | –     |
| Totale | Totale                                                    | 894 280 | 100   | 70    |

### Cantabria
| Liste  | Liste                                                     | Voti    | %     | Seggi |
| ------ | --------------------------------------------------------- | ------- | ----- | ----- |
|        | Partito Regionalista di Cantabria                         | 122 679 | 37,64 | 14    |
|        | Partito Popolare                                          | 78 347  | 24,04 | 9     |
|        | Partito Socialista Operaio Spagnolo                       | 57 383  | 17,61 | 7     |
|        | Ciudadanos                                                | 25 872  | 7,94  | 3     |
|        | Vox                                                       | 16 496  | 5,06  | 2     |
|        | Podemos                                                   | 10 224  | 3,14  | –     |
|        | Sinistra Unita - Equo                                     | 6 204   | 1,90  | –     |
|        | Partito Animalista Contro il Maltrattamento degli Animali | 1 854   | 0,57  | –     |
|        | Altri <0,50%                                              | 3 664   | 1,12  | –     |
|        | Voti in bianco                                            | 3 180   | 0,98  | –     |
| Totale | Totale                                                    | 325 903 | 100   | 35    |

### Castiglia e León
| Liste  | Liste                                                     | Voti      | %     | Seggi |
| ------ | --------------------------------------------------------- | --------- | ----- | ----- |
|        | Partito Socialista Operaio Spagnolo                       | 479 916   | 34,84 | 35    |
|        | Partito Popolare                                          | 433 905   | 31,50 | 29    |
|        | Ciudadanos                                                | 205 855   | 14,94 | 12    |
|        | Vox                                                       | 75 731    | 5,50  | 1     |
|        | Unidas Podemos                                            | 68 869    | 5,00  | 2     |
|        | Sinistra Unita - Anticapitalisti                          | 31 580    | 2,29  | –     |
|        | Unión del Pueblo Leonés                                   | 28 057    | 2,04  | 1     |
|        | Per Avila                                                 | 9 455     | 0,69  | 1     |
|        | Partito Animalista Contro il Maltrattamento degli Animali | 8 619     | 0,63  | –     |
|        | Altri <0,50%                                              | 21 125    | 1,53  | –     |
|        | Voti in bianco                                            | 14 566    | 1,06  | –     |
| Totale | Totale                                                    | 1 377 678 | 100   | 81    |

### Castiglia-La Mancia
| Liste  | Liste                                                     | Voti      | %     | Seggi |
| ------ | --------------------------------------------------------- | --------- | ----- | ----- |
|        | Partito Socialista Operaio Spagnolo                       | 476 469   | 44,10 | 19    |
|        | Partito Popolare                                          | 308 184   | 28,53 | 10    |
|        | Ciudadanos                                                | 122 955   | 11,38 | 4     |
|        | Vox                                                       | 75 813    | 7,02  | –     |
|        | Unidas Podemos                                            | 74 777    | 6,92  | –     |
|        | Partito Animalista Contro il Maltrattamento degli Animali | 8 662     | 0,80  | –     |
|        | Altri <0,50%                                              | 4 780     | 0,44  | –     |
|        | Voti in bianco                                            | 8 754     | 0,81  | –     |
| Totale | Totale                                                    | 1 080 394 | 100   | 33    |

### Estremadura
| Liste  | Liste                                                     | Voti    | %     | Seggi |
| ------ | --------------------------------------------------------- | ------- | ----- | ----- |
|        | Partito Socialista Operaio Spagnolo                       | 287 619 | 46,77 | 34    |
|        | Partito Popolare                                          | 168 982 | 27,48 | 20    |
|        | Ciudadanos                                                | 68 343  | 11,11 | 7     |
|        | Unidas Podemos - Coalición Extremeña                      | 44 309  | 7,20  | 4     |
|        | Vox                                                       | 28 992  | 4,71  | –     |
|        | Estremadura Unita                                         | 3 970   | 0,65  | –     |
|        | Partito Animalista Contro il Maltrattamento degli Animali | 3 460   | 0,56  | –     |
|        | Altri <0,50%                                              | 3 729   | 0,61  | –     |
|        | Voti in bianco                                            | 5 611   | 0,91  | –     |
| Totale | Totale                                                    | 615 015 | 100   | 65    |

### La Rioja
| Liste  | Liste                                                     | Voti    | %     | Seggi |
| ------ | --------------------------------------------------------- | ------- | ----- | ----- |
|        | Partito Socialista Operaio Spagnolo                       | 63 068  | 38,67 | 15    |
|        | Partito Popolare                                          | 53 925  | 33,06 | 12    |
|        | Ciudadanos                                                | 18 807  | 11,53 | 4     |
|        | Unidas Podemos                                            | 10 844  | 6,65  | 2     |
|        | Partito Riojano                                           | 7 512   | 4,61  | –     |
|        | Vox                                                       | 6 314   | 3,87  | –     |
|        | Partito Animalista Contro il Maltrattamento degli Animali | 1 078   | 0,66  | –     |
|        | Voti in bianco                                            | 1 555   | 0,95  | –     |
| Totale | Totale                                                    | 163 103 | 100   | 33    |

### Comunità di Madrid
| Liste  | Liste                                                     | Voti      | %     | Seggi |
| ------ | --------------------------------------------------------- | --------- | ----- | ----- |
|        | Partito Socialista Operaio Spagnolo                       | 884 218   | 27,31 | 37    |
|        | Partito Popolare                                          | 719 852   | 22,23 | 30    |
|        | Ciudadanos                                                | 629 940   | 19,46 | 26    |
|        | Más País                                                  | 475 672   | 14,69 | 20    |
|        | Vox                                                       | 287 667   | 8,88  | 12    |
|        | Unidas Podemos                                            | 181 231   | 5,60  | 7     |
|        | Partito Animalista Contro il Maltrattamento degli Animali | 24 446    | 0,76  | –     |
|        | Unione Progresso e Democrazia                             | 4 057     | 0,13  | –     |
|        | Por un Mundo más Justo                                    | 3 178     | 0,10  | –     |
|        | Altri <0,10%                                              | 12 578    | 0,39  | –     |
|        | Voti in bianco                                            | 15 020    | 0,46  | –     |
| Totale | Totale                                                    | 3 237 859 | 100   | 132   |

### Murcia
| Liste  | Liste                                                     | Voti    | %     | Seggi |
| ------ | --------------------------------------------------------- | ------- | ----- | ----- |
|        | Partito Socialista Operaio Spagnolo                       | 212 600 | 32,47 | 17    |
|        | Partito Popolare                                          | 211 849 | 32,35 | 16    |
|        | Ciudadanos                                                | 78 483  | 11,99 | 6     |
|        | Vox                                                       | 61 998  | 9,47  | 4     |
|        | Unidas Podemos                                            | 36 486  | 5,57  | –     |
|        | Coalición Municipalista                                   | 14 605  | 2,23  | –     |
|        | Somos Región                                              | 13 373  | 2,04  | –     |
|        | Sinistra Unita - Verdi - Anticapitalisti                  | 13 252  | 2,02  | –     |
|        | Partito Animalista Contro il Maltrattamento degli Animali | 5 561   | 0,85  | –     |
|        | Partito Comunista dei Popoli di Spagna                    | 798     | 0,12  | –     |
|        | Altri <0,10%                                              | 2 312   | 0,35  | –     |
|        | Voti in bianco                                            | 3 479   | 0,53  | –     |
| Totale | Totale                                                    | 654 796 | 100   | 45    |

### Navarra
| Liste  | Liste                                         | Voti    | %     | Seggi |
| ------ | --------------------------------------------- | ------- | ----- | ----- |
|        | Navarra Suma (UPN-Partito Popolare-Cs)        | 127 346 | 36,57 | 20    |
|        | Partito Socialista Operaio Spagnolo           | 71 838  | 20,63 | 11    |
|        | Geroa Bai                                     | 60 323  | 17,32 | 9     |
|        | Euskal Herria Bildu                           | 50 631  | 14,54 | 7     |
|        | Podemos                                       | 16 518  | 4,74  | 2     |
|        | Izquierda-Ezkerra (Sinistra Unita - Batzarre) | 10 472  | 3,01  | 1     |
|        | Vox                                           | 4 546   | 1,31  | –     |
|        | Equo                                          | 1 597   | 0,46  | –     |
|        | Representación Cannábica de Navarra           | 1 251   | 0,36  | –     |
|        | Libertà Navarra                               | 502     | 0,14  | –     |
|        | Solidaridad y Autogestión Internacionalista   | 438     | 0,13  | –     |
|        | Voti in bianco                                | 2 731   | 0,78  | –     |
| Totale | Totale                                        | 348 193 | 100   | 50    |

### Comunità Valenciana
| Liste  | Liste                                                     | Voti      | %     | Seggi |
| ------ | --------------------------------------------------------- | --------- | ----- | ----- |
|        | Partito Socialista Operaio Spagnolo                       | 643 909   | 24,21 | 27    |
|        | Partito Popolare                                          | 508 534   | 19,12 | 19    |
|        | Ciudadanos                                                | 470 676   | 17,70 | 18    |
|        | Compromís                                                 | 443 640   | 16,68 | 17    |
|        | Vox                                                       | 281 608   | 10,59 | 10    |
|        | Unidas Podemos                                            | 215 392   | 8,10  | 8     |
|        | Partito Animalista Contro il Maltrattamento degli Animali | 38 447    | 1,45  | –     |
|        | Altri <0,50%                                              | 37 282    | 1,40  | –     |
|        | Voti in bianco                                            | 20 221    | 0,76  | –     |
| Totale | Totale                                                    | 2 659 709 | 100   | 99    |